# Salomo Proops
Salomon ben Joseph Proops (* 1704; † um 1734) war ein hebräischer Drucker und Buchhändler in Amsterdam sowie Stammvater der Proops-Dynastie.